# KLF4
Kruppel样因子4（英語：Kruppel-like factor 4，缩写KLF4）或肠富集Krüppel样因子（英語：gut-enriched Krüppel-like factor，缩写GKLF）是锌指转录因子KLF家族的一个成员，后者属于一个较大的SP1样转录因子家族。KLF4参与細胞增殖、细胞分化、细胞凋亡和体细胞重编程的调节。有证据表明KLF4在包括大腸癌在内的一些癌症中是肿瘤抑制基因。与KLF2类似，它在C端有三个C2H2型锌指。它有两个核定位序列指引它定位于细胞核内。在胚胎幹細胞(ESCs)和間充質幹細胞(MSCs)中KLF4是显示多能化的很好标记。